# Խ
La Xe (mayúscula: Խ; minúscula: խ; en armenio: խե) es la decimotercera letra del alfabeto armenio. Representa la fricativa uvular sorda (/χ/) en las variedades oriental y occidental del idioma armenio. Creado por Mesrop Mashtots en el siglo V, tiene un valor numérico de 40.

## Galería

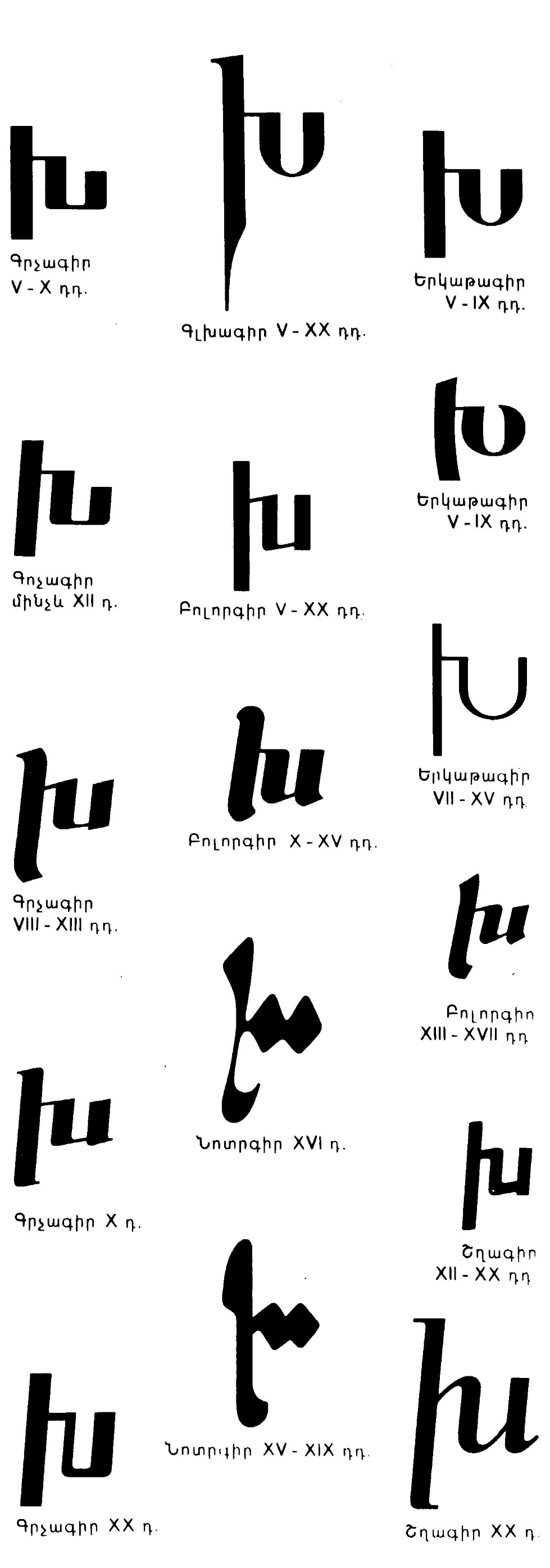
Varias fuentes históricas

Erkat'agir redondeado
Erkat'agir angular
Bolorgir
Notrgir
Shghagir
Forma tipográfica
Forma manuscrita

## Codificación
| Carácter      | Խ                          | Խ                          | խ                        | խ                        |
| ------------- | -------------------------- | -------------------------- | ------------------------ | ------------------------ |
| Unicode       | ARMENIAN CAPITAL LETTER XE | ARMENIAN CAPITAL LETTER XE | ARMENIAN SMALL LETTER XE | ARMENIAN SMALL LETTER XE |
| Codificación  | decimal                    | hex                        | decimal                  | hex                      |
| Unicode       | 1341                       | U+053D                     | 1389                     | U+056D                   |
| UTF-8         | 212 189                    | D4 BD                      | 213 173                  | D5 AD                    |
| Ref. numérica | &#1341;                    | &#x53D;                    | &#1389;                  | &#x56D;                  |